# Sidney Lammens
Sidney Lammens (Oostende, 14 juni 1977) is een Belgisch voormalig voetballer die bij voorkeur als rechtervleugelverdediger speelde. Hij speelde in de hogere nationale reeksen voor KV Oostende, KVC Westerlo en in Nederland voor RBC Roosendaal en Helmond Sport.
Momenteel is hij nog actief in het zaalvoetbal te Middelkerke en winnaar/MVP van het zaalvoetbaltoernooi voor politiediensten in het jaar 2015.

## Clubstatistieken
| Seizoen   | Club               | Duels | Goals | Competitie                         |
| --------- | ------------------ | ----- | ----- | ---------------------------------- |
| 1998/99   | KV Oostende        | 34    | 0     | Eerste Klasse                      |
| 1999/00   | KVC Westerlo       | 14    | 2     | Eerste Klasse                      |
| 2000/01   | KVC Westerlo       | 34    | 1     | Eerste Klasse                      |
| 2001/02   | KVC Westerlo       | 31    | 0     | Eerste Klasse                      |
| 2002/03   | KVC Westerlo       | 27    | 1     | Eerste Klasse                      |
| 2003/04   | RBC Roosendaal     | 33    | 2     | Eredivisie (NL)                    |
| 2004/05   | RBC Roosendaal     | 28    | 0     | Eredivisie (NL)                    |
| 2005/06   | RBC Roosendaal     | 23    | 1     | Eredivisie (NL)                    |
| 2006/07   | KV Oostende        | 31    | 0     | Tweede Klasse                      |
| 2007/08   | Helmond Sport      | 31    | 0     | Eerste divisie (NL)                |
| 2008/09   | Helmond Sport      | 37    | 0     | Eerste divisie (NL)                |
| 2010/2011 | KVC Wingene        |       |       | Eerste Provinciale West-Vlaanderen |
| 2014/2017 | ZVC PZ Middelkerke | 55    | 56    | Zaalvoetbal Politiediensten        |
| Totaal    |                    | 323   | 7     |                                    |